# ママと娼婦
『ママと娼婦』（ママとしょうふ、原題：La Maman et la Putain）は、ジャン・ユスターシュ監督による1973年に公開されたフランス映画である。当初の公開時には否定的な評価も受けたが、数多くの批評家によってフランス映画の革新的な傑作と見なされている。
1973年のカンヌ映画祭のコンペティション部門で上映され、審査員特別グランプリを受賞した。公開当初は不評だったものの、多くの批評家からフランス映画の革新的な傑作と評価されている。スティーヴン・ジェイ・シュナイダーの『死ぬまでに観たい映画1001本』にも掲載されている。

## ストーリー
アレクサンドルは失業中の若き知識人であり、パリで目的を見失った生活を送っている。アレクサンドルは控えめながらも完全に自己中心的な性格で、ほとんどの時間を政治や哲学の話題について仲間に対して講義することに費やし、特に現代映画（例えば『労働者階級は天国へ行く』）への辛辣な意見や、1968年5月のデモの記憶を語る。アレクサンドルは衣料品店で働き恋人のマリーと一緒に暮らしている。マリーはアレクサンドルのが自分にいつも無関心なことに怒りを爆発させるが、それはマリーがアレクサンドルに対して深い愛情を抱いていることを隠している。アレクサンドルは元恋人のジルベルトに結婚を提案するが、彼女は別の男性と結婚することを選び、アレクサンドルを拒絶する。その後、アレクサンドルは人気のカフェ・ドゥ・メゴを訪れ、出かける際にテラスにいる女性の電話番号を入手し、2人は後にデートをすることになる。彼女の名前はヴェロニカで、ポーランド系の麻酔科看護師であり、ラエネック病院に住んでいる。ヴェロニカは自分の自由奔放さと解放された女性としての地位に誇りを持ち、アレクサンドルに積極的にアプローチし、誘惑する。
マリーはアレクサンドルが不器用にも関係を隠そうとする様子をすぐに看破し、ますます激しい怒りをぶつけるが、それが収まるのは2人が性行為に及んだ時だけである。マリーがロンドンへ出張に出かけた際、アレクサンドルはまずヴェロニカを自分のアパートに連れ込み、その後、以前夫を裏切りたいと打ち明けていた別の友人と関係を持つ。どの恋愛関係の後でも、アレクサンドルはレコードプレーヤーでクラシックやポップ音楽を流しながら、女性たちにさまざまな話題で独り言を述べる。
やがて、酔っ払った状態でヴェロニカがアレクサンドルのアパートを訪れる。ヴェロニカはアレクサンドルとマリーが裸でベッドにいるのを見つけて2人を侮辱する。すぐに3人は共同生活を始め、同じベッドで寝るようになる。マリーとヴェロニカはポリアモリーの関係を楽しんでいるように見せかけるが、内心ではアレクサンドルの愛情の独占を競い合う。マリーが元恋人をパーティーに招待したことにアレクサンドルが不快感を示した後、2人の関係は急速に悪化する。カフェ・ド・フロールでヴェロニカはアレクサンドルの女性に対する態度を痛烈に批判し、アレクサンドルが自分や誰かを自分と同じように愛していないと非難する。その後、マリーは睡眠薬で自殺を試みるが、アレクサンドルにすぐに止められる。これをきっかけにヴェロニカは感情を崩壊させ、性的に積極的な女性が「娼婦」と見なされることについて長い独白を行い、一部の「解放的」な政治的信念を否定する。さらに、ヴェロニカはアレクサンドルとの間に子供を妊娠している可能性があると告げる。アレクサンドルはマリーを一人アパートで泣かせたまま、ヴェロニカを病院の彼女のアパートに連れ戻す。ヴェロニカを降ろした後、彼は急いでアパートに戻り、彼女に結婚を申し込む。その瞬間、ヴェロニカは泣き笑いしながら崩れ落ち、吐き気がすると主張する。おそらくつわりかもしれないと感じた彼女は、アレクサンドルに本当に助けたいなら吐くための容器を持ってきてほしいと言う。アレクサンドルはそれに従い、床に座り込んで圧倒され、途方に暮れる。

## 登場人物
アレクサンドル（Alexandre）
演：ジャン＝ピエール・レオ
失業中の若き知識人で、明確な職業を持たないままパリで無目的な生活を送る人物。自己中心的でありながらもどこか魅力的な性格で、政治や哲学、現代映画（特に『労働者階級は天国へ行く』）や1968年5月のデモに関する長広舌を繰り広げる。マリーとの同居生活では彼女の世話を焼かせつつ、元恋人ジルベルトや新たに出会ったヴェロニカとの関係を模索する。レコードプレーヤーでクラシックやポップ音楽を流しながら恋人たちに独白を続ける習慣があり、三角関係の中で自己のアイデンティティを見失っていく。
マリー（Marie）
演：ベルナデット・ラフォン
衣料品店を経営する年上の女性で、恋人としてアレクサンドルと同居している。アレクサンドルの無関心や怠惰に対して怒りを爆発させるが、その裏には深い愛情が隠れている。ヴェロニカとの三角関係に巻き込まれつつも、表向きはポリアモリーを受け入れる姿勢を見せるが、内心ではアレクサンドルの愛を独占しようとする。元恋人をパーティーに招待したことが関係悪化のきっかけとなり、自殺未遂を試みるなど感情の起伏が激しい。
ヴェロニカ・オステルヴァルト（Veronika Osterwald）
演：フランソワーズ・ルブラン
ポーランド系フランス人の麻酔科看護師で、ラエネック病院に住む女性。自由奔放で解放された女性としての誇りを持ち、自身の性的自由を自認している。アレクサンドルに積極的にアプローチし、彼を誘惑する。酔った状態でアレクサンドルとマリーの関係に介入し、三角関係を形成するが、カフェ・ド・フロールでの長大な独白でアレクサンドルの女性観を批判し、自身が「娼婦」と見なされることへの葛藤を吐露する。妊娠の可能性を仄めかし、アレクサンドルの求婚に複雑な反応を示す。
ジルベルト（Gilberte）
演：イザベル・ヴァンガルテン
アレクサンドルの元恋人で、細菌学の教師。アレクサンドルのプロポーズを真剣に受け止めず、彼の生活態度を理解できないとして拒絶する。その後、別の男性と結婚することを選び、アレクサンドルの心に波紋を広げる。物語では短い登場にとどまるが、アレクサンドルの恋愛遍歴における重要な転換点として描かれる。
アレクサンドルの友人
演：ジャック・ルナール
アレクサンドルがカフェ・ドゥ・メゴで再会する友人。
ジルベルトの夫（ユスターシュ）
演：ジャン・ユスターシュ

## 製作
1972年、ユスターシュは映画業界でのキャリアに疑問を抱き、仕事を辞めることを考え始めていた。『ル・ヌーヴェル・オブザルバトゥール』の記者に対してこう語っている。「自分が何をしたいのか分かっていれば、朝起きて映画を作ることはないだろう。僕は何もせず、何も作らずに生きようとするだろうね。」その直後、ユスターシュは友人ジャン＝ピエール・レオとベルナデット・ラフォンとともに新しい映画のアイデアを思いつき、さらに当時文学を学んでいたことがあり、演技経験がなかった元恋人のフランソワーズ・ルブランも起用した。ユスターシュは友人バルベ・シュローダーから3か月間脚本を書くための資金を借り受け、300ページを超える脚本を完成させた。映画はしばしば即興的に見えるが、すべての対話はユスターシュによって綿密に書かれている。この作品は非常に自伝的で、ユスターシュのさまざまな関係性、特に最近フランソワーズ・ルブランとの別れや、マリンカ・マトゥシェフスキ、カトリーヌ・ガルニエとのロマンチックな関係に着想を得ている。映画で使用された多くのロケーションは、ガルニエが住んだり働いたりした場所だった。ジャック・ルナールが演じるキャラクターは、ユスターシュの友人ジャン＝ジャック・シュールに基いている
撮影は1972年5月21日から7月11日にかけて70万フランの予算で行われた。ユスターシュはこの映画を「非常に敵対的な作品」と呼び、ほとんどの内容がセックスについての対話や独白で構成されていると語っている。ユスターシュは、アレクサンドルというキャラクターについて「彼は3人の主要キャラクターを破壊しているが、最初からそれを求めていた。狂気と絶望への旅の後、彼は一人で終わる。それが僕が映画を終えるタイミングだ」と述べている。ライブサウンドで撮影され、登場人物が聞くレコードやカフェ・ドゥ・メゴ周辺の車の音も含まれる。ジャン＝ピエール・レオによると、ユスターシュは俳優に対して厳格で、特に長く密度の高い台詞を正確に覚えることを要求し、1シーン1テイクしか許されなかったという。終盤のヴェロニカの約12分間の独白は16mmフィルムの長さに相当し、フランソワーズ・ルブランは台詞を覚えていたが、必要に応じて膝に原稿を持っていた。最初のテイクが採用された。登場人物が映画館で観るシーンでは、ユスターシュが編集を務めた1967年の『アイドルたち』のフッテージが使用されている。
映画の全シーンはパリで撮影された。撮影場所は、
- カフェ・ドゥ・メゴ[9]
- カフェ・ド・フロール[9]
- カフェ・ル・サン＝クロード[10]
- リュクサンブール公園
- 友人のアパート（おそらくコマンド・ルネ・ムーショット通り8-26番地の建物）
- 看護師の部屋（脚本によるとヴェロニカはパリのラエネック病院に勤務[9]）
- リヨン駅内のレストラン「ル・トラン・ブルー[9]」
- パリの街角マリーのアパートのシーンはヴァギラール通りカトリーヌ・ガルニエの自宅で、マリーの店はヴァヴァン通りガルニエの店で撮影された[11]。

本作には音楽スコアがなく、自然音や登場人物が蓄音機で流す音楽（ヴォルフガング・アマデウス・モーツァルト、エディット・ピアフ、マレーネ・ディートリヒ、ディープ・パープルなど）のみが使用されている。
ユスターシュは映画について次のように説明している。「これはある種の無害に見える行為の物語だ。他の場所で全く異なる行為の物語でもあり得る。起こることや行動が展開される場所は重要ではない…。私のテーマは、重要な行動が無害な行動の連続の中でどのように位置づけられるかということだ。それは映画的な劇的短縮を省いた、出来事の通常の経過の描写だ。」
2022年、映画評論家エリック・ヌイホフは「テラスでの会話、偶然の出会い、忘れていた愛人が予告なしに現れる、存在しないサンジェルマン・デ・プレが舞台」と評した。

## 評価
本作は公開当時には酷評する意見もあったが、現在では非常に高く評価されており、ユスターシュの最高傑作とみなされている。映画評論集積サイトRotten Tomatoesでは35件のレビューに基づき、94％の支持率となっている。Metacriticでは、18件のレビューに基づき加重平均で89点の「世界的大絶賛」となっている。

### 公開時の評価
本作が第26回カンヌ国際映画祭でマルコ・フェレーリの『最後の晩餐』と共に上映された際、当時映画評論家だったジル・ジャコブがユスタッーシュの前で「これはクソ映画だ（中略）これは映画でも何でもない、映画監督でもない人物によって撮影され、俳優でもない人物によって演じられている」と発言した。ユスターシュは即座に「ジル・ジャコブ氏は映画を愛したことがない」と反論した。審査員長を務めたイングリッド・バーグマンは「フランスがこのような下品で卑猥な2作品で代表されるのは残念だ」とコメントした。本作は審査員特別グランプリと国際批評家連盟賞を受賞した。
ユスターシュは批評家や監督たち、特にフランソワ・トリュフォーやフランス・ヌーヴェルヴァーグのメンバーから長年にわたり称賛を受けてきたにもかかわらず、公開当初は一般からの認知がほとんど得られなかった。しかし、カンヌ映画祭での初上映後、ユスターシュは一夜にして成功を収め、国際的な名声を獲得し、次の映画の資金調達にも成功した。批評家のダン・ヤキルは、この映画を「性別の戦いが男性の視点だけで描かれるのではなく、フランス映画では稀な例」と評した。ジェームズ・モナコはこれを「1970年代の最も重要なフランス映画の一つ」と呼び、ジャン＝ルイ・ベルトームは「1972年の貧しい若者のロマンスを描いた『ママと娼婦』が新しいことを語っていないか確信が持てない」と述べた。ポーリン・ケイルは映画を称賛し、ジョン・カサヴェテスのように「退屈で些細なものも含めて生の真実をスクリーンに映し出す能力」を思い出させると評価した。
一方、『ル・ヌーヴェル・オブザルバトゥール』のジャン＝ルイ・ボリーは高く評価しなかった。特にレオーの演技スタイルを批判し、レオの演技を「偽り」と批判し、映画を女性蔑視とみなしたが、マリーとヴェロニカのキャラクターは高く評価した。ジャン＝ミシェル・フロドンはフランス映画史で「最も美しい作品の一つ」と称賛した。
本作はフランスの映画雑誌『カイエ・デュ・シネマ』によって1970年代最高の映画と称賛された。

### 後年の評価
本作に対するの評価は年を経るにつれに高まってきた。1982年、文学雑誌『レ・ヌーヴェル・リテレール』は映画の10周年を記念して、この作品に関する一連の記事を掲載した。ジャン＝ミシェル・フロドンやジャン＝アンリ・ロジェによって、フランス映画史における最高の作品の一つと称賛されている。

アンドリュー・ジョンストンは『タイム・アウト・ニューヨーク』に寄せた記事で、映画を観た経験を次のように記述している
映画評論家としての仕事で、期待していなかった映画に心を奪われるという、まれで素晴らしい喜びの一つがある。1997年12月、そんな出来事が起こった。僕はジャン・ユスターシュの1973年の映画『ママと娼婦』をレビューする任務を割り当てられ、当時フィルム・フォーラムで再上映が始まったばかりだった。はい、フランス映画のクラシックだという話は聞いていたが、3時間35分という白黒の外国語映画で、人が座って話すだけらしい早朝の上映を観ることに正直あまり興奮していなかった。率直に言って、その夜に観る『スクリーム2』のほうがずっと楽しみだった。席に着いたとき、人生で最も印象的な映画体験の一つに巡り合うとは全く知らなかったのだ。
2016年、フランス研究所アライアンス・フランセーズでの回顧上映後、映画評論家のリチャード・ブロディはユスターシュの登場人物の繊細な描写を熱狂的に称賛し、その「個人的な破滅が壮大な衝突のように感じられる」と評した。さらに、彼は映画を、ユスターシュが1968年後のフランスにおける急進的な政治や性革命を包括的に描いたものと見なし、その視点を「猛烈に保守的」と表現する、厳しく後悔に満ち、疑念に満ちたものだとしている。
オリヴィエ・アサヤス監督は、自身の「 cinémathèque imaginaire」の中でこの映画を引用している。
『ママと娼婦』に触れずにはいられませんでした。この映画が公開されて以来、ずっとこの映画と共に生きてきたような気がします。映画界の多くの人々と同じように、私は自分自身に問いかけています。どうすればこのような作品をリメイクできるのか、ユスターシュが成し遂げたことをどうすれば達成できるのかと。答えは、できないということだと思います。この映画でユスターシュはヌーヴェルヴァーグの理念を要約し、実現したのです。彼はヌーヴェルヴァーグが理論化した映画を作ったのです。
映画の専門家による投票で「史上最高のフランス映画」2位に選ばれている。

シネマテーク・フランセーズ でのジャン・ユスターシュ回顧展の際に、エリック・ヌーホフは次のように書いている。
貧しい若者を描いた長編ロマンスと白黒の室内楽が織りなすこの映画は、他に類を見ない傑作で、暗く、おしゃべりで、アルコールにまみれた素晴らしい映画だ。時間は他のどの映画にも類を見ない速さで流れる。出会いやジャック・ダニエル、家庭内の情景、そして滑稽な逸話で、怠惰が謳歌されている。